# ОШ „Јожеф Атила” Купусина
ОШ „Јожеф Атила” је једна од основних школа на подручју општине Апатин, Западнобачком округу. Смјештена је на адреси Ади Ендре 4, Купусина. Име је добила по Јожефу Атили једном од најпознатијих мађарских пјесника 20. вијека.  Генерално непризнат током свог живота, Јожеф је током комунистичке ере 1950-их био слављен као велики мађарски "пролетерски пјесник" и постао је најпознатији од модерних мађарских пјесника у свијету.

## Историјат
Рад у школи у Купусини је почео 1754 године, двије године послије поновног насељавања села. Прва школска зграда је била од набијаче, а кров је био покривен трском. Редовну наставу је организовала вјерска заједница. Четрдесет ученика је било смјештено у једну просторију. У почетку су дјеца нередовно посјећивала школу, од 1892. године настава се одвојила у четири школска разреда, а од 1909. године у пет. У данашњој школској згради је настава почела 1982 године. Школа има седам изузетно добро опремљених учионица, кабинет за информатику, стално отворену библиотеку са читаоницом. Школа од школске године 2021/2022) има и салу за физичку културу. Школска зграда је окружена његованим парком и атрактивним ријеткостима флоре и фауне. Школу похађа 66 ученика. Поред редовног образовно васпитног рада ученици се баве и другим активностима. Посебна пажња се придаје раду са талентованим дјецом као и неговању традиција. Усјпешно функционише испостава ОМШ "Стеван Христић" у којој дјеца проширују, развијају основна знања из музичке културе.